# Blue Planet
『Blue Planet』は2012年4月25日にリリースされた新居昭乃の7枚目のオリジナルアルバム。「ソラノスフィア」からは3年ぶり、「Red Planet」と同時リリースされた。

## 収録曲
1. 花かんむり
作詞・作曲・編曲：新居昭乃
三重野瞳のアルバム「23.4」（1999年7月23日）・ Goddess in the Morning「Goddess in the Morning」（1998年11月26日）収録曲のセルフカバー。
2. HAYABUSA
作詞：新居昭乃 / 作曲：保刈久明・新居昭乃 / 編曲：保刈久明
2010年6月13日の小惑星探査機はやぶさ地球帰還をモチーフに製作された。
2011年6月12日の小惑星探査機はやぶさ地球帰還1周年記念講演会において歌唱された。
3. 黄昏は未来で待つ
作詞・作曲：新居昭乃 / 編曲：保刈久明
初出：「覚醒都市」（2002年5月22日）
4. ガリレオの夜
作詞・作曲・編曲：新居昭乃
三重野瞳のアルバム「23.4」（1999年7月23日）収録曲のセルフカバー。
5. キミヘ ムカウ ヒカリ
作詞・作曲：新居昭乃 / 編曲：保刈久明
初出：「キミヘ ムカウ ヒカリ」（2006年5月24日）
テレビアニメ「ゼーガペイン」オープニングテーマ
6. Sailor
作詞・作曲・編曲：新居昭乃
7. 蜜の夜明け
作詞・作曲：新居昭乃 / 編曲：保刈久明
初出：「蜜の夜明け」（2009年8月5日）
テレビアニメ「狼と香辛料II」オープニングテーマ
8. 鳥かごの夢
作詞：新居昭乃 / 作曲・新居昭乃・保刈久明 / 編曲：新居昭乃
初出：「金の波 千の波」（2008年1月23日）
9. 雨の日には
作詞・作曲・編曲：新居昭乃
10. 深海の火
作詞：新居昭乃 / 作曲：新居昭乃・保刈久明 / 編曲：保刈久明
11. Tyrell
作詞・作曲：新居昭乃 / 編曲：保刈久明
12. Saint Bleu
作詞：Oniki Yuji / 作曲：新居昭乃・保刈久明 / 編曲：保刈久明
13. Sophia～白の惑星
作詞：新居昭乃 / 作曲：保刈久明・新居昭乃 / 編曲：保刈久明
14. ポーリーヌ、ポーリーヌ
作詞・作曲：新居昭乃 / 編曲：保刈久明・新居昭乃
初出：「覚醒都市」（2002年5月22日）の新録版。